# Leopold Esterle
Leopold Esterle (* 14. November 1898; † 19. Dezember 1967 in Wien) war ein österreichischer Schauspieler bei Bühne und Film.

## Leben und Wirken
Esterle hatte sich, nach einer einmaligen Spielzeit (1933/34) am Berliner Theater der deutschen Hauptstadt, über viele Jahre hinweg einen Namen als Darsteller an Bauernbühnen gemacht und trat in diesem Bereich in den 1930er (Schlierseer Bauerntheater), 1940er (Exl-Bühne Wien) und 1950er Jahren (Exl-Bühne Innsbruck) an entsprechenden Spielstätten auf. In späteren Jahren wirkte er auch an Salzburger Spielstätten (1954 bis 1957) sowie an kleinen Festspielorten (Luisenburg-Festspiele in Wunsiedel, 1959).
Mit dem Vinzenz Gellner in Hans Steinhoffs tendenziöser Romanverfilmung Die Geierwally gab Esterle 1940 an der Seite von Eduard Köck, wie Esterle ein Schauspieler der Exl-Truppe, einen viel beachteten Einstand in einem Kinofilm. Auch in seinem beiden folgenden bäuerlich-alpinen Filmstoffen Wetterleuchten um Barbara und Der Meineidbauer trat Esterle als Filmpartner Köcks auf. Esterle stand 1944 wie auch die anderen Schauspieler der Exl-Bühne in der Gottbegnadeten-Liste des Reichsministeriums für Volksaufklärung und Propaganda. Esterles Nachkriegsarbeiten lassen sich gleichfalls dem Heimatfilm zuordnen. Zuletzt (Anfang der 1960er Jahre) wirkte der Künstler auch in einigen wenigen Fernsehfilmen mit.

## Filmografie (komplett)
- 1940: Die Geierwally
- 1940: Wetterleuchten um Barbara
- 1941: Der Meineidbauer
- 1943: Der ewige Klang
- 1947: Erde
- 1947: Die Glücksmühle
- 1954: Das Lied von Kaprun
- 1956: Die Magd von Heiligenblut
- 1957: Der König der Bernina
- 1958: Die singenden Engel von Tirol
- 1960: Das Spiel vom lieben Augustin
- 1961: Die Ballade vom Franz und der Marie
- 1961: Der Färber und sein Zwillingsbruder